# 메테 린베르
메테 린베르(덴마크어: Mette Lindberg, 1983년 12월 2일 ~ )는 덴마크의 가수이다. 음악 그룹 디 아스테로이즈 갤럭시 투어(The Asteroids Galaxy Tour)의 멤버이기도 하다.

## 같이 보기
- 디 아스테로이즈 갤럭시 투어